# Пјани ди Кјенти (Мачерата)
Пјани ди Кјенти (итал. Piani di Chienti) насеље је у Италији у округу Мачерата, региону Марке.
Према процени из 2011. у насељу је живело 20 становника. Насеље се налази на надморској висини од 41 м.